# 静岡西郵便局
静岡西郵便局（しずおかにしゆうびんきょく）は静岡県静岡市駿河区にある郵便局。民営化前の分類では集配普通郵便局であった（現在は集配機能を廃止）。

## 概要
住所：〒421-0122 静岡県静岡市駿河区用宗一丁目29番16号

## 沿革
- 1902年（明治35年）11月16日 - 用宗（もちむね）郵便受取所として開設[1]。
- 1905年（明治38年）4月1日 - 用宗郵便局（三等）となる。
- 1955年（昭和30年）6月5日 - 電話交換事務の取扱を静岡電話局に移管[2]。
- 1968年（昭和43年）9月1日 - 特定郵便局から普通郵便局に局種別改定。
- 1979年（昭和54年）3月20日 - 和文電報配達業務を静岡電報局に移管。
- 1983年（昭和58年）3月21日 - 静岡西郵便局に改称。
- 2000年（平成12年）8月14日 - 外国通貨の両替および旅行小切手の売買に関する業務取扱を開始。
- 2007年（平成19年）10月1日 - 民営化に伴い、併設された郵便事業静岡西支店に一部業務を移管。
- 2012年（平成24年）10月1日 - 郵便局 (企業)と郵便事業の合併に伴い、郵便事業静岡西支店を統合。
- 2017年（平成29年）9月19日 - ゆうゆう窓口廃止、集配機能を静岡南郵便局に移転。

## 取扱内容
- 郵便、印紙、ゆうパック、内容証明
- 貯金、為替、振替、振込、国際送金、国債、投資信託
- 生命保険、バイク自賠責保険、がん保険、引受条件緩和型医療保険、自動車保険、変額年金保険
- ゆうちょ銀行ATM

## 周辺
- 用宗漁港
- 静岡市立長田南小学校
- 新巴川製紙本社
- 国道150号

## アクセス
- JR東海道本線 用宗駅から北東へ約900m（徒歩約10分）
- しずてつジャストライン（93）用宗線「静岡西郵便局用宗漁港入口」停留所下車すぐ。
- 東名高速道路 静岡ICから南西へ約4km
- 駐車場あり：6台